# 베스트 키드 2
《베스트 키드 2》(영어: The Karate Kid Part II)는 미국에서 제작된 존 G. 애빌슨 감독의 1986년 무예 드라마 영화이다. 베스트 키드 영화 시리즈 두 번째 작품이다. 랠프 마치오, 팻 모리타가 그대로 주연으로 출연하였고, 제리 와인트라우브 등이 제작에 참여하였다. 1986년 6월 20일 미국에서 극장 개봉하였으며, 전편 《베스트 키드》(1984)와 마찬가지로 상업적으로 크게 성공하였다.
1989년에 개봉한 속편 《베스트 키드 3》(The Karate Kid Part III)으로 이어지며, 1994년 팻 모리타, 힐러리 스왱크, 마이클 아이언사이드가 출연한 《가라데 키드》가 공개되었다.

## 줄거리
영화는 전편 마지막 장면 직후에 존 크리스 사부가 수련생 조니 로런스를 괴롭히자 미야기가 존을 제압한 뒤 죽이려는 시늉을 하다가 장난스럽게 코를 한 번 쥐어 비틀고 그냥 보내주는 장면으로 시작한다.
6개월 후 대니얼은 졸업반 프롬이 끝나고 미야기를 찾아와 앨리가 UCLA 미식축구 선수와 사랑에 빠져 자신을 찼다고 말한다. 곧 미야기는 오키나와섬 고향 어촌에서 아버지 죽음이 임박했다는 편지를 받는다.
젊은 시절 미야기는 마을에서 가장 부유한 남자의 아들인 친우 사토와 함께 아버지 밑에서 공수도를 수련하였으며 유키에와 사랑에 빠졌다. 연인 유키에와 사토의 중매 혼인이 결정되자 미야기는 그럼에도 유키에와 결혼을 하겠다고 선언하였다. 이에 사토가 목숨을 거는 결투를 신청하자 미야기는 그냥 일본을 떠나버렸다.
대니얼은 고향으로 향하는 미야기와 동행한다. 고향에 도착하자 사토의 조카 조젠이 환영하는 척하며 사토의 창고로 데려간다. 사토는 결투를 신청하지만 미야기는 거절한다.
마을에서 미야기와 대니얼은 유키에, 유키에의 조카 구미코로부터 환대를 받는다. 유키에는 미야기 때문에 사토와 결혼하지 않았으며 현재까지 혼자인 것으로 밝혀진다. 미야기는 사업가가 된 사토가 저인망 어선을 써서 겨우 이 년 만에 인근 어류 씨를 말려버렸고, 그 여파로 물고기 개체수 부족 문제가 불거져 많은 어민들이 고기잡이에서 손을 떼고 강제로 농민으로 전환되었으며, 빈곤에 허덕이는 와중에 반강제로 마을 토지 명의를 가진 사토에게 땅을 빌려쓰고 있다는 사실을 알게 된다. 아버지는 결국 돌아가시고, 사토는 미야기에게 삼일간 상을 치르고 나면 결투를 속행하자고 한다.

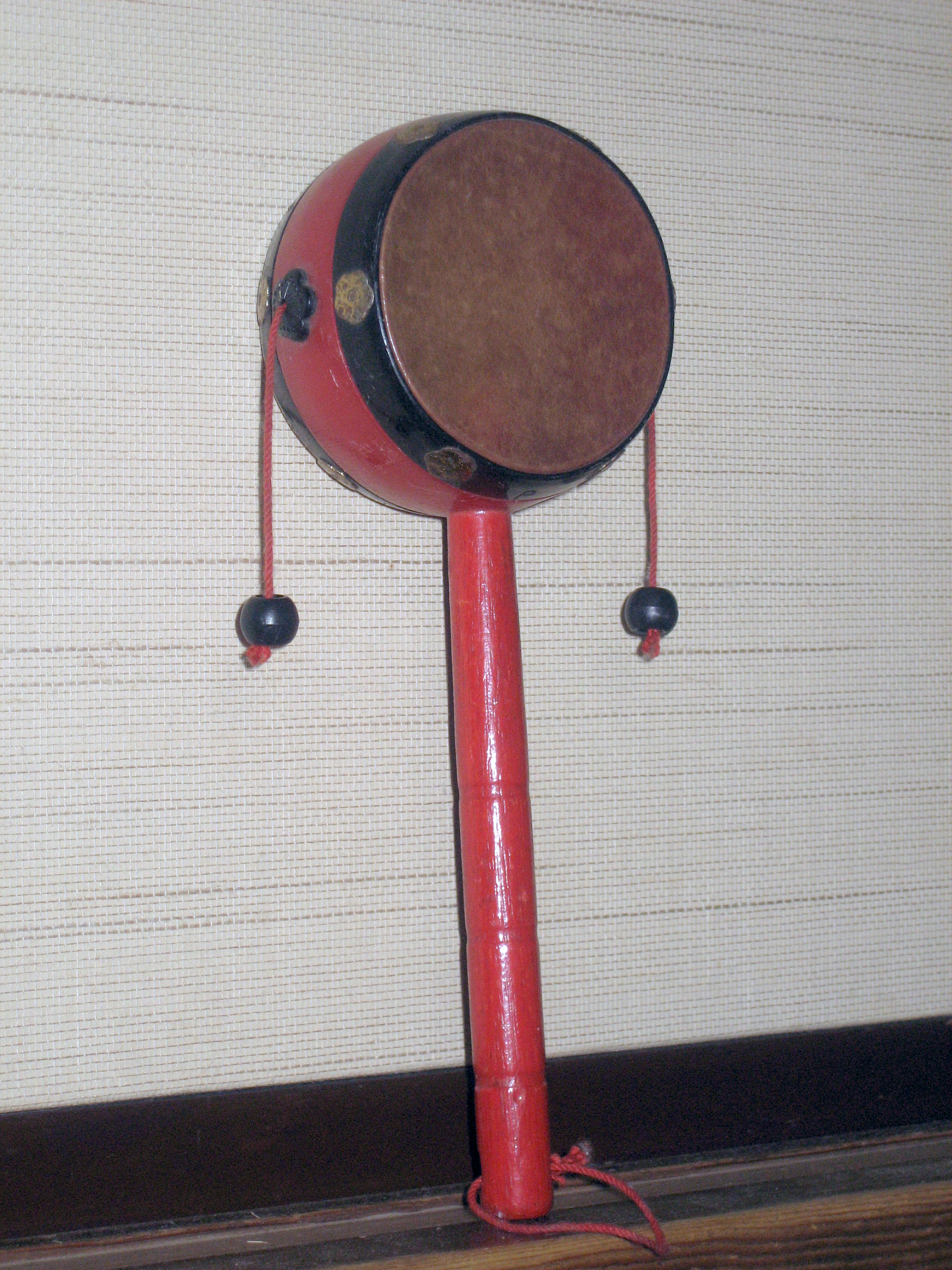
덴덴다이코(でんでん太鼓)

미야기는 대니얼에게 집안에 내려오는 공수도 방어 비기인 북 기술("drum technique")을 가르친다. 기술 이름은 자루가 달린 땡땡이 북(でんでん太鼓)에서 유래하였는데, 이 주먹 크기 북은 좌우 양옆에 방울이 달려있어 자루를 손에 쥐고 앞뒤로 돌리면 두 방울이 북에 부딪히면서 소리를 내는 원리를 지닌다.
미야기는 유키에와 옛 감정을 되살려가고, 대니얼은 구미코와 연애를 시작한다. 대니얼은 주민들을 돕다가 조젠이 농부들에게서 채소를 사들이면서 무게 측정 과정에 속임수를 써왔다는 걸 우연히 발견해 조젠의 명예를 더럽힌다. 조젠 무리는 대니얼을 공격하고, 미야기 집을 파손한다.
사토는 농민들이 가꾼 밭을 불도저로 갈아엎으며, 미야기가 결투를 계속 거절하면 이대로 밭을 다 망치고 마을 땅을 팔아치우겠다고 한다. 할 수 없이 결투를 받아들인 미야기는 사토가 지면 토지 소유권을 주민들에게 양도하는 조건을 내걸면서 명예의 대가로는 싼값이라고 한다.
결전날 둘이 싸우기 전 태풍이 닥쳐 사토의 도장이 무너지고 사토는 잔해 밑에 갇힌다. 미야기와 대니얼이 사토를 구조하고, 셋은 함께 태풍 방공호로 몸을 피한다. 그러나 대니얼은 종루에서 꼼짝 못하는 아이를 구하러 다시 폭우 속으로 뛰쳐나간다. 사토가 조젠에게 대니얼을 도우라고 하자 조젠은 거절한다. 사토는 본인이 직접 대니얼을 보조해 아이를 안고 방공호로 돌아와 조젠과 공개 의절을 한다. 다음날 사토는 미야기에게 용서를 구하며 마을 재건을 맹세하고 토지 명의 증서를 주민들에게 양도한 뒤 오본 축제 개최를 알린다.
그러나 축제가 벌어진 성에 조젠이 복수를 하러 나타나 오본 춤을 추던 구미코를 인질로 잡고 대니얼에게 어느 한 쪽이 죽을 때까지 싸우는 결투를 요청한다. 대니얼은 조젠에게 압도당하지만 미야기와 사토를 비롯한 군중이 한마음 한뜻으로 북을 돌려 소리를 내자 북 기술을 떠올리고 이를 활용해 조젠을 완파한다.
대니얼은 쓰러진 조젠을 바로 죽일 것처럼 굴다가 예전에 미야기가 존에게 그랬듯이 장난스레 코를 잡아당긴 뒤 가만히 놓아준다. 대니얼이 구미코와 포옹하고 미야기가 둘을 향해 미소를 지으면서 영화가 끝이 난다.

## 출연
- 랠프 마치오 - 대니얼 러루소 역
- 팻 모리타 - 미야기 상 역
- 노부 매카시 - 유키에 역
- 탬린 토미타 - 구미코 역
- 대니 카메코나 - 사토 역
- 유지 오쿠모토 - 도구치 조젠 역
- 조이 미야시마 - 도시오 역
- BD 웡 - 길에서 마주친 구미코 친구 역
- 클래런스 길리어드 - 미군 1 역
- 레이먼드 마 - 오키나와 택시 운전사 역
- 조지 오핸런 주니어 - 군인 역

영화 초반에 나오는 전편 직후 장면
- 마틴 코브 - 존 크리스 역
- 윌리엄 재브카 - 조니 로런스 역
- 채드 매퀸 - 더치 역
- 팻 E. 존슨 - 심판 역
- 브루스 맬머스 - 경기 진행자 역
- 에디 스미스 - 행인 역
- 가스 존슨 - 사인 받는 팬 역
- 브렛 존슨 - 사인 받는 팬 역

## 기타 제작진
- 협력 제작: 윌리엄 J. 캐시디, 수전 이킨스
- 배역: 캐로 존스
- 미술: 윌리엄 J. 캐시디
- 의상: 메리 메일린